# Wheel of life
Wheel of live is het tweede studioalbum van het Zweedse Karmakanic. De band rondom Jonas Reingold was alweer van samenstelling gewijzigd. De muzikale motor Roine Stolt had het te druk met werken elders en speelde alleen op track 7 en 8. Het album is opgenomen in de Reingold Studio van de leider zelf, maar aanvullende opnamen vonden plaats in de Cosmic Lodge, ChezNarnna en bij Tomas Bodin. Het album staat te boek als iets minder goed dan het vorige, dat heeft waarschijnlijk te maken met het feit dat de heren hun kruit enigszins verschoten hadden bij de tussenliggende Flower Kings- en The Tangentalbums (the music that died alone en the world that we drive through). De hoes, valig blauw viel ook uit de toon.  

## Musici
- Jonas Reingold – basgitaar, toetsinstrumenten
- Göran Edman – zang
- Zoltan Csörsx – slagwerk
- Krister Jonzon – gitaar

met
- Richard Anderson – toetsinstrumenten op 1
- Roine Stolt – gitaar op 7 en 8
- Tomas Bodin – hammondorgel op 1,2,3
- Hans Bruniusson – percussie op 1
- Helen Melin – percussie op 2,4,5 en 7
- Sal Dibba – congas en jembe op 3 en 5
- Helge Albin – dwarsfluit op 7
- Jakob Karlzon – piano en toetsinstrumenten op 5 en 7
- Ola Hedén – piano op 7
- Inger Ohlén – zang op 5
- Alex Reingold – spreekstem track 2

## Muziek
Alle van Ohlén (teksten) en Reingold (muziek)

| Nr. | Titel                         | Duur  |
| --- | ----------------------------- | ----- |
| 1.  | Masterplan, part I            | 14:39 |
| 2.  | Alex in paradise              | 5:07  |
| 3.  | At the speed of light         | 6:28  |
| 4.  | Do u tango?                   | 7:44  |
| 5.  | Where the earth meets the sky | 12:59 |
| 6.  | Hindby                        | 4:58  |
| 7.  | Wheel of life                 | 8:28  |
| 8.  | Masterplan, part II           | 5:10  |